# Grand Prix Hassan II 1999 - Qualificazioni singolare
Le qualificazioni del singolare  del Grand Prix Hassan II 1999 sono state un torneo di tennis preliminare per accedere alla fase finale della manifestazione. I vincitori dell'ultimo turno sono entrati di diritto nel tabellone principale. In caso di ritiro di uno o più giocatori aventi diritto a questi sono subentrati i lucky loser, ossia i giocatori che hanno perso nell'ultimo turno ma che avevano una classifica più alta rispetto agli altri partecipanti che avevano comunque perso nel turno finale.
Le qualificazioni del torneo Grand Prix Hassan II 1999 prevedevano 27 partecipanti di cui 4 sono entrati nel tabellone principale.

## Teste di serie
1. Orlin Stanojčev (secondo turno)
2. Christophe Van Garsse (secondo turno)
3. Jacobo Diaz-Ruiz (Qualificato)
4. Julien Boutter (Qualificato)

1. Álex López Morón (ultimo turno)
2. Thomas Larsen (ultimo turno)
3. Wolfgang Schranz (primo turno)
4. Răzvan Sabău (primo turno)

## Qualificati
1. Charles Auffray
2. Juan Carlos Ferrero

1. Jacobo Diaz-Ruiz
2. Julien Boutter

## Tabellone

### Legenda
| - Q = Qualificato - WC = Wild card - LL = Lucky loser | - ALT = Alternate - SE = Special Exempt - PR = Protected Ranking | - w/o = Walkover - r = Ritirato - d = Squalificato |

### Sezione 1
|  | Primo turno      | Primo turno      | Primo turno      | Primo turno | Primo turno |  |  | Secondo turno   | Secondo turno   | Secondo turno   | Secondo turno   | Secondo turno |   |   | Ultimo turno | Ultimo turno | Ultimo turno | Ultimo turno | Ultimo turno |  |
|  |                  |                  |                  |             |             |  |  |                 |                 |                 |                 |               |   |   |              |              |              |              |              |  |
|  |                  |                  |                  |             |             |  |  |                 |                 |                 |                 |               |   |   |              |              |              |              |              |  |
|  |                  |                  |                  |             |             |  |  | 1               | Orlin Stanojčev | Orlin Stanojčev | 1               | 2             |   |   |              |              |              |              |              |  |
|  | Tomas Nydahl     | Tomas Nydahl     | Tomas Nydahl     | 7           | 6           |  |  |                 | Tomas Nydahl    | Tomas Nydahl    | 6               | 6             |   |   |              |              |              |              |              |  |
|  | Nebojša Đorđević | Nebojša Đorđević | Nebojša Đorđević | 5           | 4           |  |  |                 |                 |                 |                 |               |   |   | Tomas Nydahl | Tomas Nydahl | 6            | 4            | 3            |  |
|  | Jaime Oncins     | Jaime Oncins     | Jaime Oncins     | 6           | 6           |  |  |                 |                 | Charles Auffray | Charles Auffray | 4             | 6 | 6 |              |              |              |              |              |  |
|  | Larbi Rharnit    | Larbi Rharnit    | Larbi Rharnit    | 4           | 2           |  |  | Jaime Oncins    | Jaime Oncins    | Jaime Oncins    | 6               | 1             |   |   |              |              |              |              |              |  |
|  |                  | Charles Auffray  | Charles Auffray  | 6           | 6           |  |  | Charles Auffray | Charles Auffray | Charles Auffray | 7               | 6             |   |   |              |              |              |              |              |  |
|  | 8                | Răzvan Sabău     | Răzvan Sabău     | 1           | 3           |  |  |                 |                 |                 |                 |               |   |   |              |              |              |              |              |  |

### Sezione 2
|  | Primo turno                | Primo turno                | Primo turno                | Primo turno | Primo turno |  |  | Secondo turno | Secondo turno         | Secondo turno         | Secondo turno | Secondo turno |   |   | Ultimo turno        | Ultimo turno        | Ultimo turno        | Ultimo turno | Ultimo turno |  |
|  |                            |                            |                            |             |             |  |  |               |                       |                       |               |               |   |   |                     |                     |                     |              |              |  |
|  |                            |                            |                            |             |             |  |  |               |                       |                       |               |               |   |   |                     |                     |                     |              |              |  |
|  |                            |                            |                            |             |             |  |  | 2             | Christophe Van Garsse | Christophe Van Garsse | 1             | 0r            |   |   |                     |                     |                     |              |              |  |
|  | Juan Carlos Ferrero        | Juan Carlos Ferrero        | Juan Carlos Ferrero        | 6           | 6           |  |  |               | Juan Carlos Ferrero   | Juan Carlos Ferrero   | 6             | 3             |   |   |                     |                     |                     |              |              |  |
|  | Salvador Navarro-Gutierrez | Salvador Navarro-Gutierrez | Salvador Navarro-Gutierrez | 1           | 3           |  |  |               |                       |                       |               |               |   |   | Juan Carlos Ferrero | Juan Carlos Ferrero | Juan Carlos Ferrero | 6            | 6            |  |
|  | Tom Vanhoudt               | Tom Vanhoudt               | Tom Vanhoudt               | 6           | 6           |  |  |               |                       | Ivan Ljubičić         | Ivan Ljubičić | Ivan Ljubičić | 1 | 3 |                     |                     |                     |              |              |  |
|  | Chemseddine Belal          | Chemseddine Belal          | Chemseddine Belal          | 1           | 2           |  |  | Tom Vanhoudt  | Tom Vanhoudt          | Tom Vanhoudt          | 5             | 2             |   |   |                     |                     |                     |              |              |  |
|  |                            | Ivan Ljubičić              | 2                          | 6           | 6           |  |  | Ivan Ljubičić | Ivan Ljubičić         | Ivan Ljubičić         | 7             | 6             |   |   |                     |                     |                     |              |              |  |
|  | 7                          | Wolfgang Schranz           | 6                          | 3           | 4           |  |  |               |                       |                       |               |               |   |   |                     |                     |                     |              |              |  |

### Sezione 3
|  | Primo turno       | Primo turno       | Primo turno       | Primo turno | Primo turno |  |  | Secondo turno | Secondo turno     | Secondo turno    | Secondo turno    | Secondo turno    |   |   | Ultimo turno | Ultimo turno     | Ultimo turno     | Ultimo turno | Ultimo turno |  |
|  |                   |                   |                   |             |             |  |  |               |                   |                  |                  |                  |   |   |              |                  |                  |              |              |  |
|  |                   |                   |                   |             |             |  |  |               |                   |                  |                  |                  |   |   |              |                  |                  |              |              |  |
|  |                   |                   |                   |             |             |  |  | 3             | Jacobo Diaz-Ruiz  | Jacobo Diaz-Ruiz | 6                | 6                |   |   |              |                  |                  |              |              |  |
|  | Francisco Costa   | Francisco Costa   | 6                 | 3           | 6           |  |  |               | Francisco Costa   | Francisco Costa  | 0                | 3                |   |   |              |                  |                  |              |              |  |
|  | Ionuț Moldovan    | Ionuț Moldovan    | 2                 | 6           | 1           |  |  |               |                   |                  |                  |                  |   |   | 3            | Jacobo Diaz-Ruiz | Jacobo Diaz-Ruiz | 6            | 7            |  |
|  | Francisco Cabello | Francisco Cabello | Francisco Cabello | 6           | 6           |  |  |               |                   | 5                | Álex López Morón | Álex López Morón | 3 | 5 |              |                  |                  |              |              |  |
|  | Karim Ben Mansour | Karim Ben Mansour | Karim Ben Mansour | 1           | 3           |  |  |               | Francisco Cabello | 6                | 4                | 1                |   |   |              |                  |                  |              |              |  |
|  |                   |                   |                   |             |             |  |  | 5             | Álex López Morón  | 1                | 6                | 6                |   |   |              |                  |                  |              |              |  |
|  |                   |                   |                   |             |             |  |  |               |                   |                  |                  |                  |   |   |              |                  |                  |              |              |  |

### Sezione 4
|  | Primo turno             | Primo turno             | Primo turno             | Primo turno | Primo turno |  |  | Secondo turno | Secondo turno  | Secondo turno  | Secondo turno | Secondo turno |   |   | Ultimo turno | Ultimo turno   | Ultimo turno   | Ultimo turno | Ultimo turno |  |
|  |                         |                         |                         |             |             |  |  |               |                |                |               |               |   |   |              |                |                |              |              |  |
|  |                         |                         |                         |             |             |  |  |               |                |                |               |               |   |   |              |                |                |              |              |  |
|  |                         |                         |                         |             |             |  |  | 4             | Julien Boutter | Julien Boutter | 6             | 7             |   |   |              |                |                |              |              |  |
|  | Adam Peterson           | Adam Peterson           | Adam Peterson           | 6           | 6           |  |  |               | Adam Peterson  | Adam Peterson  | 4             | 6             |   |   |              |                |                |              |              |  |
|  | Hicham Fathi El Idrissi | Hicham Fathi El Idrissi | Hicham Fathi El Idrissi | 3           | 1           |  |  |               |                |                |               |               |   |   | 4            | Julien Boutter | Julien Boutter | 7            | 6            |  |
|  | Attila Sávolt           | Attila Sávolt           | Attila Sávolt           | 6           | 6           |  |  |               |                | 6              | Thomas Larsen | Thomas Larsen | 5 | 1 |              |                |                |              |              |  |
|  | Gérard Solvès           | Gérard Solvès           | Gérard Solvès           | 3           | 2           |  |  |               | Attila Sávolt  | Attila Sávolt  | 2             | 0r            |   |   |              |                |                |              |              |  |
|  | 6                       | Thomas Larsen           | Thomas Larsen           | 6           | 6           |  |  | 6             | Thomas Larsen  | Thomas Larsen  | 6             | 3             |   |   |              |                |                |              |              |  |
|  |                         | Younes Limam            | Younes Limam            | 3           | 2           |  |  |               |                |                |               |               |   |   |              |                |                |              |              |  |